# Szombierki Bytom
Le GKS Szombierki Bytom est un club polonais de football basé à Bytom.

## Historique
- 1945 : fondation du club sous le nom de RKS Kopalnia Szombierki
- 1949 : le club est renommé ZKS Górnik Bytom-Szombierki
- 1957 : le club est renommé Górniczy KS Szombierki Bytom
- 1980 : 1re participation à une Coupe d'Europe (C1) (saison 1980/81)
- 1997 : le club est renommé Polonia/Szombierki Bytom
- 1999 : le club est renommé GKS Szomberki Bytom

## Bilan sportif

### Palmarès
- Championnat de Pologne de football
  - Champion : 1980
  - Vice-champion : 1965

### Bilan européen
Note : dans les résultats ci-dessous, le score du club est toujours donné en premier.
| Saison    | Compétition               | Tour                | Club                | Domicile | Extérieur | Total |
| --------- | ------------------------- | ------------------- | ------------------- | -------- | --------- | ----- |
| 1980-1981 | Coupe des clubs champions | Premier tour        | Trabzonspor         | 3 - 0    | 1 - 2     | 4 - 2 |
| 1980-1981 | Coupe des clubs champions | Huitièmes de finale | CSKA Sofia          | 0 - 1    | 0 - 4     | 0 - 5 |
| 1981-1982 | Coupe UEFA                | Premier tour        | Feyenoord Rotterdam | 1 - 1    | 0 - 2     | 1 - 3 |

Légende
- Victoire ou qualification pour le tour suivant
- Match nul
- Défaite ou élimination de la compétition